# جونس (أوكلاهوما)
جونس (بالإنجليزية: Jones, Oklahoma)‏ هي معلم جغرافي تقع في الولايات المتحدة في مقاطعة أوكلاهوما، أوكلاهوما. يقدر عدد سكانها بـ 2,517 نسمة ومساحتها 35.4 كم2 و وترتفع عن سطح البحر 340 متر.

## التركيبة السكانية
حدّد مكتب تعداد الولايات المتحدة بيانات التركيبة السكانية لجونس في تعداد الولايات المتحدة. في ما يلي، التركيبة السكانية حسب تعدادي 2000 و2010.

### تعداد عام 2000
بلغ عدد سكان جونس 2,517 نسمة بحسب تعداد عام 2000، وبلغ عدد الأسر 914 أسرة وعدد العائلات 674 عائلة مقيمة في البلدة. في حين سجلت الكثافة السكانية 71.1 نسمة لكل كيلومتر مربع (184.1/ميل2). وبلغ عدد الوحدات السكنية 986 وحدة بمتوسط كثافة قدره 27.8 لكل كيلومتر مربع (72.0/ميل2).
وتوزع التركيب العرقي للبلدة بنسبة 88.16% من البيض و4.41% من الأمريكيين الأفارقة و3.34% من الأمريكيين الأصليين و0.16% من الأمريكيين ذوي الأصول الآسيوية و0.60% من الأعراق الأخرى و3.34% من عرقين مختلطين أو أكثر و2.94% من الهسبانيون أو اللاتينيون من أي عرق.
بلغ عدد الأسر 914 أسرة كانت نسبة 38.4% منها لديها أطفال تحت سن الثامنة عشر تعيش معهم، وبلغت نسبة الأزواج القاطنين مع بعضهم البعض 57.9% من أصل المجموع الكلي للأسر، ونسبة 11.5% من الأسر كان لديها معيلات من الإناث دون وجود شريك،  بينما كانت نسبة 4.4% من الأسر لديها معيلون من الذكور دون وجود شريكة وكانت نسبة 26.3% من غير العائلات. تألفت نسبة 22.4% من أصل جميع الأسر من عدة أفراد يعيشون في نفس المنزل ونسبة 9% كانت تتألف من شخص يعيش بمفرده يبلغ من العمر 65 عاماً أو أكثر. وبلغ متوسط حجم الأسرة المعيشية 2.61، أما متوسط حجم العائلات فبلغ 3.04.
بلغ العمر الوسطي للسكان 38.4 عاماً. وكانت نسبة 25% من القاطنين تحت سن الثامنة عشر، وكانت نسبة 9.3% بين الثامنة عشر والرابعة والعشرين عاماً، ونسبة 27.1% كانت واقعةً في الفئة العمرية ما بين الخامسة والعشرين والرابعة والأربعين عاماً، ونسبة 22.1% كانت ما بين الخامسة والأربعين والرابعة والستين، ونسبة 11.1% كانت ضمن فئة الخامسة والستين عاماً فما فوق. يوجد لكل 100 أنثى 96.5 ذكر، ويوجد لكل 100 أنثى في الثامنة عشر من عمرها فما فوق 94.8 ذكر.
بلغ متوسط دخل الأسرة في البلدة 36,806 دولارًا، أما متوسط دخل العائلة فبلغ 41,495 دولارًا. وكان متوسط دخل الذكور 31,406 دولارًا مقابل 23,393 دولارًا للإناث. وسجل دخل الفرد الخاص بالبلدة 16,388 دولارًا. وكانت نسبة 9.5% من العائلات ونسبة 13.6% من السكان تحت خط الفقر، وكان من هؤلاء نسبة 18.1% تحت سن الثامنة عشر ونسبة 13.4% في الخامسة والستين من العمر وما فوق.

### تعداد عام 2010
بلغ عدد سكان جونس 2,692 نسمة بحسب تعداد عام 2010، وبلغ عدد الأسر 1,006 أسرة وعدد العائلات 717 عائلة مقيمة في البلدة. في حين سجلت الكثافة السكانية 76 نسمة لكل كيلومتر مربع (196.8/ميل2). وبلغ عدد الوحدات السكنية 1,093 وحدة بمتوسط كثافة قدره 30.9 لكل كيلومتر مربع (80.0/ميل2).
وتوزع التركيب العرقي للبلدة بنسبة 85.85% من البيض و4.83% من الأمريكيين الأفارقة و3.53% من الأمريكيين الأصليين و0.22% من الأمريكيين ذوي الأصول الآسيوية و0.04% من سكان جزر المحيط الهادئ و0.71% من الأعراق الأخرى و4.83% من عرقين مختلطين أو أكثر و4.72% من الهسبانيون أو اللاتينيون من أي عرق.
بلغ عدد الأسر 1,006 أسرة كانت نسبة 36.7% منها لديها أطفال تحت سن الثامنة عشر تعيش معهم، وبلغت نسبة الأزواج القاطنين مع بعضهم البعض 51.2% من أصل المجموع الكلي للأسر، ونسبة 12.8% من الأسر كان لديها معيلات من الإناث دون وجود شريك،  بينما كانت نسبة 7.3% من الأسر لديها معيلون من الذكور دون وجود شريكة وكانت نسبة 28.7% من غير العائلات. تألفت نسبة 24% من أصل جميع الأسر من عدة أفراد يعيشون في نفس المنزل ونسبة 8.9% كانت تتألف من شخص يعيش بمفرده يبلغ من العمر 65 عاماً أو أكثر. وبلغ متوسط حجم الأسرة المعيشية 2.58، أما متوسط حجم العائلات فبلغ 3.02.
بلغ العمر الوسطي للسكان 38.5 عاماً. وكانت نسبة 26.2% من القاطنين تحت سن الثامنة عشر، وكانت نسبة 7.6% بين الثامنة عشر والرابعة والعشرين عاماً، ونسبة 23.7% كانت واقعةً في الفئة العمرية ما بين الخامسة والعشرين والرابعة والأربعين عاماً، ونسبة 29.4% كانت ما بين الخامسة والأربعين والرابعة والستين، ونسبة 13.1% كانت ضمن فئة الخامسة والستين عاماً فما فوق. وتوزع التركيب الجنسي للسكان بنسبة 49.4% ذكور و50.6% إناث.